# Notiphila dorsopunctata
Notiphila dorsopunctata är en tvåvingeart som beskrevs av Christian Rudolph Wilhelm Wiedemann 1824. Notiphila dorsopunctata ingår i släktet Notiphila och familjen vattenflugor. Inga underarter finns listade i Catalogue of Life.